# Ichikawa Masami
Ichikawa Masami (市川 まさみ (Thị-Xuyên Nhã-Mĩ) 10 tháng 7 năm 1991 –) là một nữ diễn viên, tarento, ca sĩ người Nhật Bản. Cô cũng là một cựu nữ diễn viên khiêu dâm và trưởng nhóm Ebisu Muscats. Cô sinh ra tại Tokyo và thuộc về công ti T-Powers.

## Sự nghiệp
Từ năm 2014, cô đã làm việc cho công ti Soft On Demand (SOD) và đã được chỉ định vào bộ phận tiếp thị. Khi cô được phỏng vấn trên chương trình Goddotan bởi một nữ diễn viên độc quyền của SOD, cô đã nói rằng "Tôi là một nhân viên, và tôi sẽ không bao giờ đóng phim khiêu dâm" và đã trở nên nổi tiếng với câu nói này.
8/1/2015, cô đã ra mắt ngành phim khiêu dâm từ hãng SOD Create với phim "Sau 1 năm làm tại bộ phận tiếp thị Soft On Demand, Ichikawa Masami (23 [tuổi]) ra mắt (debut) ngành phim khiêu dâm!!" (ソフト・オン・デマンド 宣伝部 入社1年目 市川まさみ（23） AV出演（デビュー）!!).
31/1/2016, cô đã rời Soft On Demand và thông báo rằng cô sẽ trở thành nhân viên nữ đầu tiên của SOD trở thành nữ diễn viên độc quyền của nhãn phim SODstar, và đã hoạt động lại với tư cách nữ diễn viên vào ngày 5/3. Vào tháng 4, cô trở thành thành viên nhóm Ebisu★Muscats. Ngày 4/5, cô đã nhận Giải Chủ đề của Giải thưởng phim người lớn DMM. Ngày 1/6, bên lề sự kiện trang web chính thức của AV OPEN2016 được lập, cô cùng với Hoshimi Rika và Mikami Yua đã thông báo được chọn làm hình ảnh đại diện của sự kiện.
24/8/2018, cô được chỉ định làm trưởng nhóm Ebisu Muscats thế hệ thứ 5. 1/3/2019, cô được đề cử cho giải Nữ diễn viên xuất sắc nhất tại Giải thưởng phim người lớn FANZA 2019. 21/3/2019, cô đã nhận giải Nữ diễn viên độc quyền xuất sắc nhất tại SOD AWARD2019.
25/2/2020, cô đã thông báo nghỉ việc tạm thời vì cơn đau lưng đang xấu đi trên chương trình "Lễ hội thể thao nửa đêm Ebisu Muscats" của AbemaTV. Xô đã hoạt động trở lại vào ngày 1/9. Cô cũng đã thông báo rằng cơn đau lưng kia là do chứng thoát vị đĩa đệm tại đốt sống số 4 và 5 mà cô đã mắc phải khi còn là thiếu niên.
3/2/2021, cô trở thành một trong hai thành viên mới của nhóm "SCANTY4", vì thế tên nhóm được đổi thành "SCANTY6".
Kể từ lần cuối cô hoạt động trong ngành như trên, cô đã gần như ngừng hoạt động với tư cách là nữ diễn viên khiêu dâm, và kể từ tháng 6 cùng năm, cô đã làm việc với tư cách là nhân viên quan hệ công chúng tại bộ phận truyền thông của SOD theo yêu cầu của công ti. Tháng 8/2021, cô xếp thứ 69 trong "Bảng xếp hạng FLASH 2021 diễn viên nữ gợi cảm chọn bởi 300 độc giả".
11/4/2022, cô đã mở một cuộc họp báo trên YouTube và thông báo ngừng hoat động trong ngành phim khiêu dâm. Lí do là phần lưng dưới của cô đang gặp vấn đề, và cô muốn nói rõ về việc cô có làm trong ngành trong tương lai không. Cô không đóng thêm phim nào, sau đó phim tổng hợp cuối cùng được phát hành vào ngày 12/5, và cô nghỉ việc nữ diễn viên khiêu dâm tại sự kiện phát hành ngày 14/5. Sau đó, cô sẽ tiếp tục các hoạt động tarento và truyền thông như Ebisu Muscats.
Ngày 13/8 cùng năm, cô đã tốt nghiệp nhóm Ebisu Muscats (nhóm thực tế đã giải thể vì toàn bộ thành viên đều tốt nghiệp) tại "Lễ tốt nghiệp Ebisu Muscats thế hệ thứ hai giữa mùa hè" được tổ chức tại Yebisu Garden Place.

## Đời tư
- Lần đầu cô quan hệ tình dục là vào năm ba trung học, và số người cô đã quan hệ trước khi vào ngành là 3.[18]
- Có nhận xét cho rằng cách cô đối xử với người hâm mộ giống của một nhân viên bộ phận truyền thông.[19]
- Cô đã tham gia câu lạc bộ bóng ném trong 3 năm khi học trung học. Cô thường thể hiện kinh nghiệm và thể lực của mình trong các chương trình tạp kỹ.[20]
- Cô đã bị thoát vị từ năm 17 tuổi, và đó cũng là lí do cô nghỉ việc nữ diễn viên khiêu dâm.[21] Khi cô 17 tuổi,[21]  cô đã mất cảm giác phần phía dưới cơ thể và phải ngồi xe lăn.
- Nữ diễn viên cô yêu thích là Kawakami Nanami.[19]
- Thành viên Mihiro đã đề cử cô làm trưởng nhóm với ban quản lí nhóm Ebisu Muscats. Tại thời điểm đó cô không biết điều này, và sau đó điều này đã được tiết lộ với cô tại sự kiện "Muscats Honne Sake" vào tháng 10/2020.[22] Mặc dù Mihiro không phải người thuyết phục, cô đã đưa ra các lí do như Masami có cái nhìn thiện cảm với các thành viên và nhóm Muscats, bao gồm cả thế hệ đầu tiên.[22] Maccoi Saitō đã nói rằng cô là kiểu người trái ngược đối với các trưởng nhóm cũ (một người trưởng nhóm đã thu mình lại để quan tâm đến cả nhóm).[23] Cô cũng đã tự miêu tả bản thân rằng cô quan tâm đến người khác nhiều hơn bản thân.[24]